# Basílica de San Miguel Arcángel (Tayabas)
La Basílica Menor de San Miguel Arcángel es una basílica católica situada en Tayabas, Quezón, en Filipinas. Es la mayor iglesia católica en la provincia de Quezón. Es conocida por tener la forma de una llave. Los lugareños suelen referirse a la iglesia como Susi ng Tayabas.
Como la mayoría de las iglesias en las Filipinas durante la época colonial española, la primera iglesia de Tayabas estaba hecha de materiales autóctonos. En 1585 la iglesia fue construida bajo la supervisión de frailes franciscanos con San Miguel Arcángel como su santo patrono designado.